# Valencia del Ventoso
Valencia del Ventoso (extremadurai nyelven Valencia'l Ventosu) község Spanyolországban, Badajoz tartományban. Valencia del Ventoso Fuente de Cantos, Segura de León, Fregenal de la Sierra, Burguillos del Cerro, Valverde de Burguillos, Atalaya és Medina de las Torres községekkel határos. Lakosainak száma 1885 fő (2024).

## Népesség
A település népessége az utóbbi években az alábbiak szerint változott:
| Lakosok száma | 2339 | 2256 | 2218 | 2249 | 2188 | 2115 | 2045 | 1973 | 1931 | 1885 |
|               | 2001 | 2004 | 2006 | 2009 | 2011 | 2014 | 2016 | 2019 | 2021 | 2024 |